# یوزف دوریاش
یوزف دوریاش (لهستانی: Józef Duriasz؛ ‏۸ مارس ۱۹۳۶) بازیگر و صداپیشهٔ اهل لهستان است. وی دانش‌آموختهٔ آکادمی ملی هنرهای نمایشی الکساندر زلوروویچ در ورشو است و بابت مشارکت‌های فرهنگی-هنری‌اش برندهٔ نشان افتخار تولد لهستان (نشان شوالیه) شده است.
از فیلم‌ها یا مجموعه‌های تلویزیونی که وی در آن‌ها نقش داشته است، می‌توان به سرنوشت‌های لهستانی، عقاب، مجروح در جنگل، خاکستر، قماری بالاتر از زندگی، خرس و هوایی چنان پاک اشاره نمود.